# 習志野市立谷津小学校
習志野市立谷津小学校（ならしのしりつ やつしょうがっこう）は、千葉県習志野市谷津五丁目にある公立小学校。

## 沿革
- 1951年10月 - 津田沼小学校から津田沼町立谷津小学校として独立
- 1954年8月 - 習志野市立谷津小学校と改称

## 交通
- 京成本線谷津駅下車
- 総武本線津田沼駅下車